# Комісар Микита Олексійович
Микита Олексійович Комісар (нар. 22 травня 1998, Київ, Україна) — український футболіст, нападник.

## Життєпис
Народився в Києві. Вихованець місцевої ДЮСШ «Зірка». У ДЮФЛУ з 2013 по 2015 рік також виступав за СДЮШОР-5 (Севастополь) та «Металург» (Запоріжжя). Дорослу футбольну кар'єру розпочав 2016 року в аматорському клубі «Вишневе» з однойменного міста в Київській області. Потім перейшов у «Чайку» (Петропавлівська Борщагівка), з якою протягом двох сезонів виступав у аматорському чемпіонаті України.
Влітку 2018 року перейшов в «Енергію». Дебютував у футболці новокаховського клубу 22 липня 2018 року в програному (0:2) домашньому поєдинку 1-о туру Другої ліги проти кременчуцького «Кременя». Микита вийшов на поле на 69-й хвилині, замінивши Павла Бесараба.
Дебютним голом за «Енергію» відзначився 30 квітня 2019 року на 90+1-й хвилині переможного (2:0) виїзного поєдинку 23-о туру групи Б Другої ліги проти «Миколаєва-2». Комісар вийшов на поле на 46-й хвилині, замінивши Ярослава Прокіпчука. В складі «Енергії» виступав до 2020 року і за цей час забив 6 голів у 37 матчах в усіх турнірах.
Сезон 2021/22 провів у командах: «Рубікон» (Київ) та «Любомир» (Ставище) — 17 офіційних матчів (1 гол) в усіх турнірах. У вересні 2022 року став гравцем «Буковини», в складі якої дебютував 18 вересня того ж року, вийшовши на поле на 46-й хвилині в матчі першої ліги проти «Прикарпаття». В зимове міжсезоння покинув команду.